# Levon Ananyan

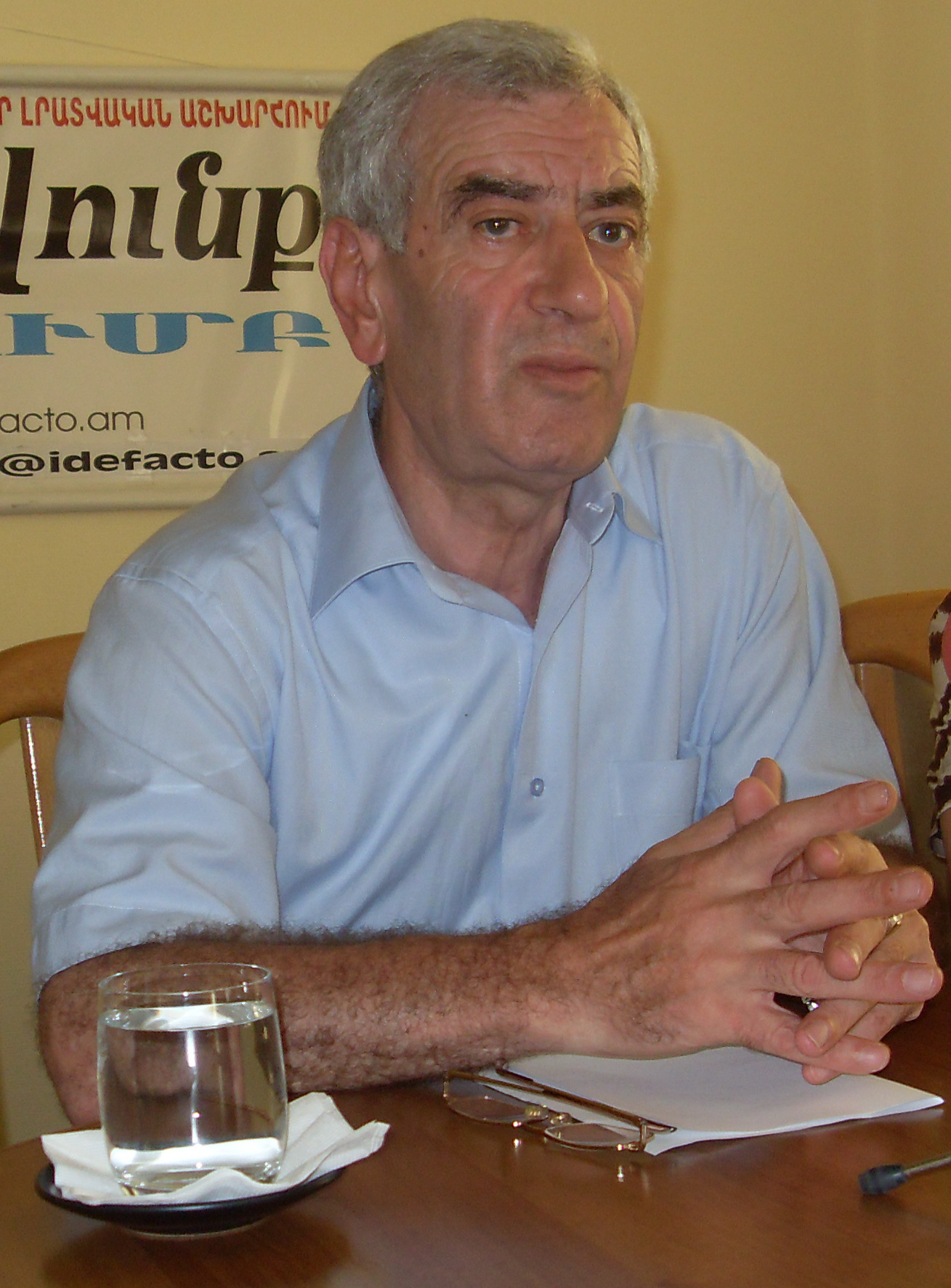
Levon Ananyan, Ereván, 2010

Levon Ananyan (armenio: Լեւոն Անանյան; Koghb; 13 de octubre de 1946 - Ereván; 2 de septiembre de 2013) fue un periodista armenio y traductor. 

## Biografía
Nacido en Koghb, Tavush, Levon Ananyan era un graduado de la Universidad Estatal de Ereván, Departamento de Filología. Trabajó para varias revistas estatales. Por aproximadamente 25 años, trabajó para la "Garoun" mensual. 
En 1989, se convirtió en miembro de la Unión de Escritores de Armenia, y 1990-2001 fue redactor jefe de "Garoun". 
En 2001, fue elegido presidente de la Unión de Escritores de Armenia. Él fue reelegido como presidente de la Unión de Escritores de Ra 'en 2009. Es profesor en el Departamento de Periodismo de la Universidad Estatal de Ereván. Él era el presidente de la ONG Noyemberyan. Él era también un miembro del Sindicato de Periodistas.
Murió de cáncer en Ereván el 2 de septiembre de 2013

## Obras
- Ananyan, Levon (2008). Chermak hogh, karmir hishoghutʻyun : antʻologia (en armenian). Erevan, Armenia: HGM hratarakchʻutʻyun. ISBN 99941-74-95-9. OCLC 320623369.
- Ananyan, Levon (2006). Hushanver : tarber tarineri banasteghtsut?yunner [Souvenir] (en armenian). Erevan, Armenia: Zangak 97. ISBN 99941-1-245-7. OCLC 301951097.
- Ananyan, Levon (2006). Dzon hayotsʻ lezvin : banasteghtsutʻyunner (en armenian). Erevan, Armenia: HGM hratarakchʻutʻyun. OCLC 607761436.
- Turmoil, Yerevan, 2004
- Drama on Stage and on the Screen, Yerevan, 1996
- Roots and Foliage, Yerevan, 1987

- Datos: Q4064849
- Multimedia: Lévon Ananyan / Q4064849